# After Crying
After Crying est un ensemble musical de rock hongrois. Il est formé en 1986 qui mêle musique classique contemporaine et rock progressif symphonique. Le groupe compte au total onze albums, et donne de nombreux concerts en Hongrie et à l'international.

## Biographie
Le groupe After Crying est formé à l'automne 1986 par le pianiste Vedres Csaba, le violoncelliste Pejtsik Péter et le flûtiste Egervári Gábor. Il interprète également de la musique de chambre instrumentale acoustique avec des éléments essentiels d'improvisation pendant deux ans. En 1988, sans compter les morceaux instrumentaux, le groupe enregistre des morceaux vocaux-instrumentaux chantés en hongrois et en anglais par Gabor Egerwari et Görgényi Tamás. En 1989, le groupe (avec des musiciens tiers invités) sort deux cassettes démos ; l'une d'entre elles, Opus 1, sortie et 1989, est vendue lors des concerts en Hongrie, ainsi qu'à l'internaitonal et en Espagne, au Portugal, en Angleterre et au Canada.
En 1990, le premier album studio du groupe, Overground Music, sort et comprend des compositions de chambre et des chansons en anglais. En 1992, le groupe reprend des chansons issues du répertoire des Beatles dans un style baroque pop. Au printemps de cette année, l'album Megalázottak és megszomorítottak (dont le titre s'inspire du roman homonyme de F. Dostoïevski) est publié. En plus d'instruments acoustiques, l'album comprend des morceaux aux synthétiseurs réalisés par Winkler Balázs, de trompette par Gacs László, et de basse par Peyshti. Avec cette formation, le groupe joue quelques concerts et reprend des chansons du répertoire King Crimson.
En 1993, le groupe est rejoint par le guitariste Ferenc Torma ; cette formation enregistre l'album Föld és ég (La Terre et le Ciel, 1994), après quoi Vedres quitte le groupe, et est remplacé par Balag Winkler. Cette formation modifiée enregistre de la musique de chambre acoustique, des compositions dans le style symphonique et rock progressif comme en témoigne l'album De profundis, sorti en 1996. Il fait participer l'acteur local Zoltán Latinovich.
En 2011, le groupe publie son album Creatura,.

## Style musical et influences
Ses membres déclarent puiser leur inspiration aussi bien chez Bach, Beethoven et Bartók pour la musique classique, que chez Emerson, Lake and Palmer et King Crimson pour la musique contemporaine.

## Membres

### Membres actuels
- Zoltán Bátky - chant
- Gábor Egervári - paroles, flûte
- Csaba Erös - piano, claviers
- András Ádám Horváth - guitare
- Zsolt Madai - batterie
- Péter Pejtsik - violoncelle, guitare basse, violon
- Balázs Winkler - trompette, piano, claviers

### Anciens membres
- Csaba Vedres - piano

## Discographie

### Albums studio
- 1990 : Overground Music
- 1992 : Megalázottak és Megszomorítottak
- 1994 : Föld és ég
- 1996 : De Profundis
- 1997 : After Crying 6
- 2003 : Show
- 2011 : Creatura

### Albums live
- 1989 : Opus 1
- 2000 : Struggle For Life (Essential)
- 2000 : Struggle For Life
- 2001 : Bootleg Symphony